# Leominster (Herefordshire)
Leominster is een civil parish in het bestuurlijke gebied Herefordshire, in het gelijknamige Engelse graafschap. De plaats telt ongeveer 12.000 inwoners en ligt op zo'n 19 km van Hereford. Archeologisch onderzoek duidt op stichting van de nederzetting in het midden van de 7e eeuw. Rond de wisseling van het eerste naar het tweede millennium was het dorp de verblijfplaats van Leofric, Earl (graaf) van Murcia en zijn vrouw Lady Godiva. Tegenwoordig is het een market town, een Engelse term met wettelijke grondslag, waarmee onderscheid wordt gemaakt naar het grotere stad en het kleinere dorp.

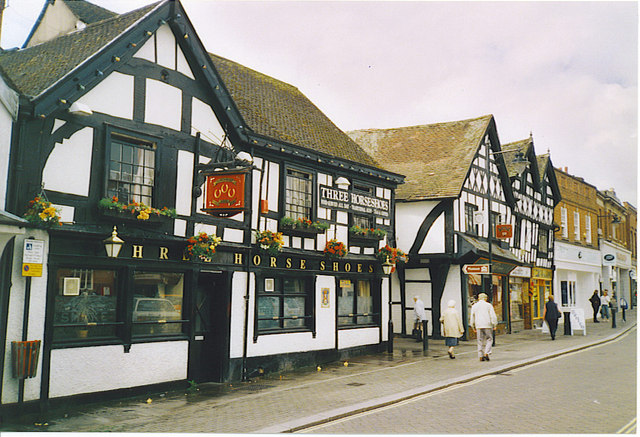
"The Three Horseshoes"

## Bezienswaardigheden
- Croft Castle
- Berrington Hall
- Leominster Folk Museum
- Mousetrap Cheese
- Broadfield Court
- Burford House Gardens
- Priory Church
  - Het deurportaal van de Priory bevat sculpturen in de stijl van de Herefordshire School.
- Lucton School
- Black and White Village Trail